# Каменоломни под Калугой
Каменоломни под Калугой — рукотворные подземелья на территории Калужской области, в основном расположенные в суженном участке долины реки Оки между Калугой и городом Алексин соседней Тульской области, в т.н. «Калужско-Алексинском каньоне» протяженностью примерно 50 километров, который с 2021 года является памятником природы — особо охраняемой природной территорией регионального значения.

## Основные системы
Включают в себя Караваинские пещеры и Кольцовские или Любовецкие пещеры / каменоломни — совокупность искусственных пещер-каменоломен в Ферзиковском районе, образованных выработками известняка. Караваинские каменоломни находятся в 20 километрах ниже по течению Оки от города Калуга, около деревни под названием Караваинки. Неподалёку от Караваинок расположена отдельная система, называемая как Любовецкой, так и Кольцовской, поскольку входы в неё расположены рядом с урочищем (оврагом) под названием Любовец на левом берегу Оки, близ села Кольцова.
Менее известны каменоломни в окрестностях города Тарусы, тем более, что расположены они на противоположном от города берегу Оки, ближе к селу Велегож (урочище «Улайская гора»), и ныне относятся к современной Тульской области.

### Описание исследованной части
Достаточно хорошо изучена ближняя часть Кольцовских пещер, имеющая вполне приличную длину ходов — свыше 800 метров. Проникнув в «Центральный вход» и пройдя коридором, спелеолог попадает в небольшой, но уютный зал «Хата Хана». В центре его высятся три каменных столба, на стенах видны следы инструментов каменотесов, а в горизонтальных слоях черной глины блестят конкреции кристаллического гипса. Сегодня эти кристаллы служат сувенирами, а когда-то их тонкие пластины, так называемые «Марьины стекла», вставляли в оконные рамы вместо дорогого в те времена обычного стекла.

## Исторический очерк
Самые поздние разработки уверенно датируются XIX веком.
Местные жители сохранили сведения об оригинальном способе погрузки добытого здесь камня, шедшего на строительство белокаменной Москвы и других городов. Вырубленные в глубине земли известняковые блоки доставляли на поверхность на лошадях, проходивших по высоким коридорам. Затем камень выравнивали и переносили от рабочей площадки на деревянный жёлоб, проложенный до самой реки. После этого из пруда, специально устроенного на берегу, в жёлоб пускали воду, и на такой «гидросмазке» камни легко скользили к стоящим у пристани баржам.
Про каменоломни близ города Тарусы, расположенные на Оке, но вне Калужско-Алексинского каньона, также известно, что в XIX веке там добывался мраморовидный известняк.

## Легенды
Среди спелеологов ходят многочисленные легенды и предания о том, что были в системе Кольцовских пещер и подземелья якобы жившего здесь графа Воронцова. Граф занимался колдовством и чернокнижничеством, создал для своих нужд целый подземный лабиринт, состоящий из трех или, как утверждают некоторые, из шести подземных ярусов, в котором он проводил свои секретные опыты.